# Girella freminvillii
Girella freminvillii és una espècie de peix pertanyent a la família dels kifòsids.

## Descripció
- Pot arribar a fer 45 cm de llargària màxima.
- 13 espines i 15-15 radis tous a l'aleta dorsal i 3 espines i 12 radis tous a l'anal.
- És de color gris blavós amb una vora negrosa a l'opercle i presenta una taca blanca just al davant de cada ull.[6][7]

## Alimentació
Menja algues.

## Hàbitat
És un peix marí, associat als esculls i de clima tropical que viu entre 1 i 12 m de fondària.

## Distribució geogràfica
Es troba al Pacífic sud-oriental: és un endemisme de les illes Galápagos.

## Costums
Té costum de forma moles amb altres espècies.

## Estat de conservació
L'escalfament global, la destrucció de manglars i estuaris, i el desenvolupament costaner poden tindre efectes negatius en la supervivència d'aquesta espècie.

## Observacions
És inofensiu per als humans.